# Episodi di NCIS: Los Angeles (prima stagione)
La prima stagione della serie televisiva NCIS: Los Angeles è stata trasmessa in prima visione negli Stati Uniti da CBS dal 22 settembre 2009 al 25 maggio 2010, ottenendo un'audience media di 16 082 000 telespettatori, risultando così una delle serie più seguite della stagione televisiva statunitense 2009-2010.
In Italia la stagione è stata trasmessa in prima assoluta da Rai 2 dal 21 marzo al 10 dicembre 2010; la prima parte (episodi 1-10) è stata trasmessa fino al 23 maggio 2010, mentre la seconda parte (episodi 11-24) è stata trasmessa dal 10 settembre 2010.
L'episodio pilota di NCIS: Los Angeles è intitolato Leggenda (Legend) ed è costituito da due parti, trasmesse negli Stati Uniti rispettivamente il 28 aprile e il 5 maggio 2009. In Italia sono invece andate in onda il 21 e 28 febbraio 2010. Si tratta di un backdoor pilot corrispondente agli episodi 22 e 23 della sesta stagione di NCIS - Unità anticrimine.
| nº | Titolo originale   | Titolo italiano                  | Prima TV USA      | Prima TV Italia   |
| -- | ------------------ | -------------------------------- | ----------------- | ----------------- |
| 1  | Identity           | Falsa identità                   | 22 settembre 2009 | 21 marzo 2010     |
| 2  | The Only Easy Day  | Il giorno meno duro è stato ieri | 29 settembre 2009 | 28 marzo 2010     |
| 3  | Predator           | Il drone                         | 6 ottobre 2009    | 4 aprile 2010     |
| 4  | Search and Destroy | La testa del serpente            | 13 ottobre 2009   | 11 aprile 2010    |
| 5  | Killshot           | Nemesi                           | 20 ottobre 2009   | 18 aprile 2010    |
| 6  | Keepin' It Real    | Il falsario                      | 3 novembre 2009   | 25 aprile 2010    |
| 7  | Pushback           | Alina                            | 10 novembre 2009  | 2 maggio 2010     |
| 8  | Ambush             | L'imboscata                      | 17 novembre 2009  | 9 maggio 2010     |
| 9  | Random on Purpose  | Lo spettro                       | 24 novembre 2009  | 16 maggio 2010    |
| 10 | Brimstone          | Espiazione                       | 15 dicembre 2009  | 23 maggio 2010    |
| 11 | Breach             | Ricatti e inganni                | 5 gennaio 2010    | 10 settembre 2010 |
| 12 | Past Lives         | Altre vite                       | 12 gennaio 2010   | 17 settembre 2010 |
| 13 | Missing            | Missing                          | 26 gennaio 2010   | 24 settembre 2010 |
| 14 | LD50               | L'asta                           | 2 febbraio 2010   | 1º ottobre 2010   |
| 15 | The Bank Job       | La rapina                        | 9 febbraio 2010   | 8 ottobre 2010    |
| 16 | Chinatown          | Chinatown                        | 2 marzo 2010      | 15 ottobre 2010   |
| 17 | Full Throttle      | A tutto gas                      | 9 marzo 2010      | 22 ottobre 2010   |
| 18 | Blood Brothers     | Fratelli di sangue               | 16 marzo 2010     | 29 ottobre 2010   |
| 19 | Hand-to-Hand       | Tiri liberi                      | 6 aprile 2010     | 5 novembre 2010   |
| 20 | Fame               | Celebrità                        | 27 aprile 2010    | 12 novembre 2010  |
| 21 | Found              | Martiri                          | 4 maggio 2010     | 19 novembre 2010  |
| 22 | Hunted             | Caccia all'uomo                  | 11 maggio 2010    | 26 novembre 2010  |
| 23 | Burned             | Risposte                         | 18 maggio 2010    | 3 dicembre 2010   |
| 24 | Callen, G          | Sempre nel mio cuore             | 25 maggio 2010    | 10 dicembre 2010  |

## Falsa identità
- Titolo originale: Identity
- Diretto da: James Whitmore Jr.
- Scritto da: Shane Brennan

### Trama
Gli agenti speciali Sam Hanna e G. Callen, dell’OSP dell'NCIS di Los Angeles indagano sulla morte di un marine, accorsa durante una violenta sparatoria tra polizia e criminali. Durante le indagini, i federali sospettano che la vittima facesse in realtà parte dei banditi, ma poi si scopre che questi ultimi tenevano suo nipote in ostaggio. Callen e Hanna iniziano così una delicata missione sotto copertura per liberare l'ostaggio e sgominare l'intera banda di criminali.
- Ascolti USA: telespettatori 18 730 000[2]
- Ascolti Italia: telespettatori 3 312 000 – share 12,30%[3]

## Il giorno meno duro è stato ieri
- Titolo originale: The Only Easy Day
- Diretto da: Terrence O'Hara
- Scritto da: R. Scott Gemmill

### Trama
Alcuni Navy Seals interrompono una transizione di droga allo scopo di rubare i guadagni illeciti dei trafficanti. Ma la situazione precipita: un Seal e un poliziotto perdono la vita. Esaminando alcuni video della sorveglianza, Sam riconosce in uno dei Seals un suo ex commilitone. Per l'agente è un duro colpo: deve infatti riconoscere che il suo amico ha violato il codice. Sam e Callen scoprono inoltre che l'agente di polizia non era lì per fermare il commercio.
- Ascolti USA: telespettatori 17 400 000[4]
- Ascolti Italia: telespettatori 3 637 000 – share 13,92%[5]

## Il drone
- Titolo originale: Predator
- Diretto da: Tony Wharmby
- Scritto da: Dave Kalstein

### Trama
Un marine resta ucciso durante il test di un aereo sperimentale di nuova generazione. In seguito, il prototipo scompare. Sam e Callen, durante le indagini, scoprono che il furto è opera di alcuni terroristi, che ora intendono usare l'arma per colpire Los Angeles.
- Ascolti USA: telespettatori 16 310 000[6]
- Ascolti Italia: telespettatori 2 951 000 – share 13,11%[7]

## La testa del serpente
- Titolo originale: Search and Destroy
- Diretto da: Steve Boyum
- Scritto da: Gil Grant

### Trama
Un importante uomo d'affari iracheno, appena arrivato a Los Angeles, viene assassinato. Indagando, l'NCIS sospetta che l'omicida potrebbe un ex marine, assoldato dalla vittima come guardia del corpo. Ma la verità è lungi dall'esser questa.
- Nota. Nell'arco delle stagioni della serie, ci saranno altri due episodi che in italiano avranno lo stesso titolo: il ventunesimo della settima stagione e il decimo dell'ottava stagione.
- Ascolti USA: telespettatori 15 380 000[8]
- Ascolti Italia: telespettatori 2 851 000 – share 10,23%[9]

## Nemesi
- Titolo originale: Killshot
- Diretto da: David M. Barrett
- Scritto da: Shane Brennan

### Trama
Callen, Sam, Kensi e tutti gli altri indagano sull'omicidio di un cittadino americano di origini nordcoreane. Il caso tocca da vicino il direttore Vance.
- Ascolti USA: telespettatori 16 480 000[10]
- Ascolti Italia: telespettatori 3 388 000 – share 12,43%[11]

## Il falsario
- Titolo originale: Keepin' It Real
- Diretto da: Leslie Libman
- Scritto da: Matt Pyken

### Trama
Un caporale della Marina precipita dal tetto di un night club. Le indagini sulla morte sono affidate agli agenti Callen e Hanna.
- Ascolti USA: telespettatori 15 290 000[12]
- Ascolti Italia: telespettatori 3 278 000 – share 12,53%[13]

## Alina
- Titolo originale: Pushback
- Diretto da: Paris Barclay
- Scritto da: Shane Brennan

### Trama
Sam indaga sull'omicidio di Alina, una ragazza russa. Il caso è legato all'attentato contro Callen avvenuto sei mesi prima.
- Ascolti USA: telespettatori 16 230 000[14]
- Ascolti Italia: telespettatori 3 606 000 – share 13,15%[15]

## L'imboscata
- Titolo originale: Ambush
- Diretto da: Rod Holcomb
- Scritto da: Lindsay Sturman

### Trama
L'omicidio di un marine porta Callen e i suoi colleghi sulle tracce di un'organizzazione armata che combatte l'immigrazione clandestina.
- Ascolti USA: telespettatori 14 870 000[16]
- Ascolti Italia: telespettatori 3 093 000 – share 12,06%[17]

## Lo spettro
- Titolo originale: Random on Purpose
- Diretto da: Steven DePaul
- Scritto da: Speed Weed

### Trama
Un sottufficiale viene assassinato nella sua abitazione. Callen non riesce a trovare indizi, ma teme che si possa trattare di spionaggio militare. Il team viene quindi aiutato da Abby, che elabora una interessante teoria sulla soluzione del caso.
- Guest star: Pauley Perrette (Abby Sciuto)
- Ascolti USA: telespettatori 17 220 000[18]
- Ascolti Italia: telespettatori 3 060 000 – share 11,72%[19]

## Espiazione
- Titolo originale: Brimstone
- Diretto da: Terrence O'Hara
- Scritto da: R. Scott Gemmill  Gil Grant (sceneggiatura); R. Scott Gemmill (soggetto)

### Trama
La squadra è alle prese con la morte di un marine, ucciso dall'esplosione del suo cellulare. Kensi ammette di avere dei problemi con l'inganno necessario nel suo lavoro. Intanto, le feste natalizie si avvicinano.
- Ascolti USA: telespettatori 17 500 000[20]
- Ascolti Italia: telespettatori 3 011 000 – share 12,15%[21]

## Ricatti e inganni
- Titolo originale: Breach
- Diretto da: Perry Lang
- Scritto da: Shane Brennan e R. Scott Gemmill (sceneggiatura); R. Scott Gemmill (soggetto)

### Trama
Gli agenti speciali Sam e Callen devono far luce sull'omicidio di un sottufficiale. La collega Kensi li aiuta a individuare una pista che li porterà sulle tracce di una vecchia conoscenza di Sam. Intanto, il direttore Hetty Lange è molto preoccupata dall'eccessivo carico di lavoro da cui è sottoposta la sua squadra. Questa situazione potrebbe infatti avere delle nefaste conseguenze in situazioni di alto rischio.
- Ascolti USA: telespettatori 18 070 000[22]
- Ascolti Italia: telespettatori 2 385 000 – share 9,43%[23]

## Altre vite
- Titolo originale: Past Lives
- Diretto da: Elodie Keene
- Scritto da: Dave Kalstein

### Trama
Un uomo appena uscito dal carcere viene ucciso. L'agente G. Callen si interessa personalmente al caso e decide di iniziare una missione sotto copertura, utilizzando una sua vecchia identità. Anche se "tagliati fuori" dall'azione, Hetty, Sam e il resto della squadra cercano di seguire il collega a distanza, sorvegliandolo costantemente. Intanto, Dom finisce nei guai.
- Ascolti USA: telespettatori 15 600 000[24]
- Ascolti Italia: telespettatori 2 666 000 – share 10,37%[25]

## Missing
- Titolo originale: Missing
- Diretto da: David M. Barrett
- Scritto da: Gil Grant e Matt Pyken

### Trama
Poco prima di sparire, l'agente Dominic Vail riesce a inviare una richiesta di aiuto al suo capo Hetty Lange. Subito dopo, Callen, Sam e Kensi si recano sotto casa del collega e trovano la macchina di Vail abbandonata e imbrattata di sangue. Il team lotta contro il tempo per salvare la sua vita.
- Ascolti USA: telespettatori 16 940 000[26]
- Ascolti Italia: telespettatori 2 660 000 – share 10,02%[27]

## L'asta
- Titolo originale: LD50
- Diretto da: Jonathan Frakes
- Scritto da: Speed Weed e R. Scott Gemmill

### Trama
Gli agenti Callen, Sam e Kensi scoprono che un'esperta di armi biochimiche, affetta da Alzheimer, è stata costretta a produrre una tossina mortale per conto di un trafficante. Sam, in missione sotto copertura, partecipa all'asta per l'acquisto della tossina e scopre che ben presto ci sarà una dimostrazione all'interno di un centro commerciale della città.
- Ascolti USA: telespettatori 16 420 000[28]
- Ascolti Italia: telespettatori 2 171 000 – share 7,89%[29]

## La rapina
- Titolo originale: The Bank Job
- Diretto da: Terrence O'Hara
- Scritto da: Dave Kalstein

### Trama
Mentre l'agente Kensi Blye si trova nel locale delle cassette di sicurezza di una banca, all'improvviso irrompono alcuni delinquenti che le sparano a bruciapelo e prendono in ostaggio i clienti della filiale. Callen e Sam, con il supporto tecnologico dei colleghi, entrano in azione per risolvere la drammatica situazione prima che ci siano altre vittime. Ma il tempo stringe e i sequestratori diventano sempre più nervosi.
- Ascolti USA: telespettatori 17 910 000[30]
- Ascolti Italia: telespettatori 2 335 000 – share 8,30%[31]

## Chinatown
- Titolo originale: Chinatown
- Diretto da: Alan J. Levi
- Scritto da: Lindsay Sturman

### Trama
La squadra crede che la morte di un ufficiale, archiviata come suicidio, sia in realtà opera di un assassino. Andando a fondo con le indagini, Callen e Sam iniziano a sospettare che il crimine sia da ricollegare a una minaccia terroristica. Anche Nate e Kensi vengono assegnati al caso.
- Ascolti USA: telespettatori 14 840 000[32]
- Ascolti Italia: telespettatori 2 649 000 – share 9,44%[33]

## A tutto gas
- Titolo originale: Full Throttle
- Diretto da: David M. Barrett
- Scritto da: Joseph C. Wilson

### Trama
Callen e Sam indagano sulla morte di un marinaio, avvenuta durante una corsa clandestina. Pare evidente che la vettura, dotata di un equipaggiamento top secret di proprietà della marina, sia stata sabotata. Nel frattempo, Callen è costretto a frequentare un corso di guida. Lì conosce la bella Johanna.
- Ascolti USA: telespettatori 17 000 000[34]
- Ascolti Italia: telespettatori 2 633 000 – share 9,31%[35]

## Fratelli di sangue
- Titolo originale: Blood Brothers
- Diretto da: Karen Gaviola
- Scritto da: Tim Clemente

### Trama
Quando il marine Wendall Dobbs viene ucciso per strada da una banda di criminali armati di Ak-47, l'NCIS sospetta subito che Dobbs potesse essere coinvolto nel traffico illegale di armi automatiche con cui riforniva le bande rivali locali. Le indagini sulla vita di Dobbs fanno emerge che l'uomo ricopriva un'importante carica amministrativa e grazie a questo era riuscito a far assumere il fratello minore James, che fa parte di una gang, in una azienda che si occupa di revisione e riparazione di Humvee. Sam cerca di introdursi nella gang come un cugino di Dobbs e subito viene coinvolto nei loschi affari della banda, intanto Callen e Kensi indagano su come le armi venivano fatte entrare nel paese, scoprendo così che Dobbs era incappato accidentalmente in un grosso contrabbando di eroina con alcuni militari di stanza in Afghanistan che spedivano poi le armi negli Stati Uniti e che non era coinvolto in nessun tipo di traffico di armi.
- Ascolti USA: telespettatori 15 100 000[36]
- Ascolti Italia: telespettatori 2 881 000 – share 10,1%[37]

## Tiri liberi
- Titolo originale: Hand-to-Hand
- Diretto da: Paris Barclay
- Scritto da: Matt Pyken

### Trama
La squadra sta indagando sull'omicidio di un marine che gestiva una palestra. Per scoprire che cosa è successo, Sam lavora sotto copertura, facendosi passare per un combattente di arti marziali. Il suo primo match è contro Jason Wyler, amico della vittima. Sam nutre sospetti verso lui. Jason, infatti, ha mentito sulla sua identità; al termine di esso si scoprirà il motivo di ciò: Jason Wyler non è altri che Martin Deeks, un ispettore della polizia di Los Angeles sotto copertura.
La Polizia sospetta che la palestra sia una centrale per lo smistamento della droga così l'NCIS e la Polizia dovranno collaborare per scoprire chi è il fornitore della palestra e chi ha ucciso il marine.
- Ascolti USA: telespettatori 13 790 000[38]
- Ascolti Italia: telespettatori 2 665 000 – share 9,38%[39]

## Celebrità
- Titolo originale: Fame
- Diretto da: Dennis Smith
- Scritto da: Speed Weed

### Trama
A causa dell'omicidio di un ufficiale della Marina, l'NCIS è costretta ad indagare nel bellissimo, ma pericoloso e corrotto mondo dello spettacolo di Hollywood. Inoltre Hetty mette in squadra ad aiutare Callen e Kensi, Marty Deeks, detective della polizia di Los Angeles, che sarà il loro agente di collegamento.
- Ascolti USA: telespettatori 15 620 000[40]
- Ascolti Italia: telespettatori 2 678 000 – share 9,40%[41]

## Martiri
- Titolo originale: Found
- Diretto da: James Whitmore Jr.
- Scritto da: R. Scott Gemmill

### Trama
L'agente Dominic Vail è tenuto in ostaggio da mesi. Dopo aver seguito diverse piste, il team non è ancora riuscito a capire perché sia stato rapito e da chi. Ora, grazie a un video, Callen e i colleghi potrebbero essere sulla pista giusta. Hetty vuole adoperare ogni mezzo possibile per risolvere il caso prima che sia troppo tardi.
- Ascolti USA: telespettatori 14 340 000[42]
- Ascolti Italia: telespettatori 2 489 000 – share 8,67%[43]

## Caccia all'uomo
- Titolo originale: Hunted
- Diretto da: Steven DePaul
- Scritto da: Corey Miller

### Trama
Durante il trasferimento di un prigioniero, il terrorista riesce ad evadere e l'NCIS riceve la richiesta di rintracciare il fuggiasco.
- Ascolti USA: telespettatori 16 040 000[44]
- Ascolti Italia: telespettatori 2 683 000 – share 9,28%[45]

## Risposte
- Titolo originale: Burned
- Diretto da: Steve Boyum
- Scritto da: Gil Grant e Dave Kalstein (sceneggiatura); Dave Kalstein (soggetto)

### Trama
In seguito a un attacco del sistema di sicurezza, la copertura di Callen viene compromessa, costringendolo a tagliare i contatti con l'NCIS.
- Ascolti USA: telespettatori 15 320 000[46]
- Ascolti Italia: telespettatori 2 496 000 – share 9,10%[47]

## Sempre nel mio cuore
- Titolo originale: Callen, G
- Diretto da: Tony Wharmby
- Scritto da: Shane Brennan

### Trama
Una donna a conoscenza di dettagli su una considerevole fortuna rimasta intatta in Medio Oriente, potrebbe essere la chiave per il misterioso passato di Callen.
- Ascolti USA: telespettatori 13 230 000[48]
- Ascolti Italia: telespettatori 2 845 000 – share: 10,62%[49]